# Medyka Towarowa
Medyka Towarowa – przystanek osobowy na terenie miejscowości Hurko, w gminie Medyka, w powiecie przemyskim, w województwie podkarpackim, w Polsce. Od 1 września 2016 przywrócono połączenia pasażerskie Przemyśl Główny – Medyka.